# Askia Muhammad Benkan
Askia Muhammad Benkan (zm. 1537), władca Songhaju w latach 1531–1537, następca Askii Musy.
Był synem Amara Kamdiago i bratankiem Askii Muhammada Ture Wielkiego. Na tron wstąpił w wyniku przewrotu pałacowego. Wygnał swego stryja na jedną z wysp na Nigrze. Poświęcił się rozbudowie ceremoniału dworskiego i mecenatowi kulturalnemu. Zwiększył także liczebność armii. Organizował liczne kampanie wojenne, w większości kończące się powodzeniem. Został obalony przez jednego ze swoich kuzynów, Askię Isma'ila.